# Vrads Herred
Vrads Herred var et herred i det tidligere Skanderborg Amt; det hed i Kong Valdemars Jordebog Wrazhøghæreth og  hørte i middelalderen til Løversyssel,
senere til Silkeborg Len og fra 1660 til Silkeborg Amt;  Amtet blev nedlagt ved reformen af 1793, og Vrads Herred kom under  Ringkøbing Amt. I 1821 blev Vrads herred overført til Århus Amt og i 1824 det i det dengang nye Skanderborg Amt.
Vrads Herred er det vestligste og største i amtet, og grænser mod nordøst til Gjern Herred, mod øst til Tyrsting Herred  og mod sydøst til  Nim Herred. Mod syd og grænser det til Vejle Amt (Nørvang Herred), og mod vest og nordvest af Ringkjøbing Amt (Hammerum Herred) og Viborg Amt (Hids Herred).  Nordøstgrænsen dannes af Silkeborgsøerne, en del af østgrænsen af Mattrup Å, sydøstgrænsen og en del af sydvestgrænsen af Gudenå og Skjern Å. 
Flg. sogne ligger i Vrads Herred (efter hvert sogn er nævnt, hvilken kommune dette sogn kom til at tilhøre efter Kommunalreformen i 1970):
- Ejstrup Sogn (Nørre-Snede Kommune)
- Hammer Sogn (Tørring-Uldum Kommune)
- Klovborg Sogn (Nørre-Snede Kommune)
- Linnerup Sogn (Tørring-Uldum Kommune)
- Nørre Snede Sogn (Nørre-Snede Kommune)
- Them Sogn (Them Kommune)
- Tørring Sogn (Tørring-Uldum Kommune)
- Virklund Sogn (Silkeborg Kommune)
- Vrads Sogn (Them Kommune)
- Åle Sogn (Tørring-Uldum Kommune)

## Eksterne kilder og henvisninger
- Hads Herred i J.P. Trap: Kongeriget Danmark, udarbejdet af H. Weitemeyer (3. udgave, 5. bind, 1906)
- Fil med information om sogne og kommuner

55°58′12.53″N 9°24′55.01″Ø / 55.9701472°N 9.4152806°Ø